# Leroy Fer
Leroy Johann Fer (Zoetermeer, Países Bajos, 5 de enero de 1990) es un futbolista neerlandés, de origen curazoleño. Juega de centrocampista y su equipo es el Al-Nasr S. C. de la UAE Pro League.

## Historia
Fer nació y se crio en Zoetermeer, Países Bajos. Él es el primer hijo de padres de origen curazoleños. El abuelo de Fer era un jugador de fútbol. En el CRKSV Jong Holland un equipo local en la isla de Curazao, mientras que su padre, Lesley Fer, era un jugador de béisbol. Fer tiene un hermano menor llamado Leegreg. que jugó para el equipo de Feyenoord sub-17.
Fer fue criado como católico: en su parte inferior del brazo derecho tiene un tatuaje de la cruz cristiana con el texto "En Dios confío".

## Selección nacional
Ha sido internacional con la selección de fútbol de los Países Bajos, ha jugado 11 partidos internacionales.
El 13 de mayo de 2014, Fer fue incluido por el entrenador de la selección de los Países Bajos, Louis van Gaal, en la lista preliminar de 30 jugadores que representarán a ese país en la Copa Mundial de Fútbol de 2014 en Brasil. Finalmente fue confirmado en la nómina definitiva de 23 jugadores que viajarán a Brasil el 31 de mayo.

### Participaciones en Copas del Mundo
| Mundial                        | Sede   | Resultado     |
| ------------------------------ | ------ | ------------- |
| Copa Mundial de Fútbol de 2014 | Brasil | Tercer puesto |

## Clubes
| Club                      | País         | Año       |
| ------------------------- | ------------ | --------- |
| Feyenoord                 | Países Bajos | 2007-2011 |
| F. C. Twente              | Países Bajos | 2011-2013 |
| Norwich City F. C.        | Inglaterra   | 2013-2014 |
| Queens Park Rangers F. C. | Inglaterra   | 2014-2016 |
| Swansea City A. F. C.     | Gales        | 2016-2019 |
| Feyenoord                 | Países Bajos | 2019-2021 |
| Alanyaspor                | Turquía      | 2021-2024 |
| Al-Nasr S. C.             | EAU          | 2024-     |

## Palmarés

### Títulos nacionales
| Título                   | Club      | País         | Año  |
| ------------------------ | --------- | ------------ | ---- |
| Copa de los Países Bajos | Feyenoord | Países Bajos | 2008 |